# إير يونيفيرسال
شركة إير يونيفرسال هي شركة طيران خاصة مقرها عمان، الأردن، كانت تشغل رحلات ركاب مستأجرة بين عامي 2002 و2008. وتعتمد في عملياتها على مطار الملكة علياء الدولي في عمان، مع تركيز خاص على مطار الملك عبدالعزيز الدولي في جدة، ومطار جناح الدولي في كراتشي، ومطار مهر آباد الدولي في طهران، ومطار طرابلس الدولي.
كانت إير يونيفرسال مسجلة لدى وزارة الصناعة والتجارة الأردنية، وحاصلة على شهادة تشغيل تجارية تسمح لها بتشغيل الرحلات المجدولة والمستأجرة للركاب والبضائع. تخصصت الشركة في تشغيل الرحلات المستأجرة نيابةً عن شركات طيران أخرى، بما في ذلك تأجير الطائرات. كما كانت توفر خدمات الصيانة، وأطقم الطيران، والتأمين، ودعم شركات الطيران.
توقفت الشركة عن تشغيل طائراتها في عام 2008.

## الأسطول
تضمن الأسطول الجوي العالمي الطائرات الاتية 
- 6 بوينغ 747-200
- 2 لوكهيد إل-1011